# Premiership Rugby
Premiership Rugby è il vertice dei campionati inglesi di rugby a 15 maschile.
Organizzato da Premiership Rugby Ltd., si svolge ininterrottamente dalla stagione 1987-88; fino alla stagione 1996-97 fu noto come National Division One e gestito direttamente da Rugby Football Union, la federazione inglese.
Il torneo si tiene su base nazionale e consiste in una stagione regolare a girone unico al termine della quale si determinano le squadre destinate alla fase a play-off, che si affrontano in gara unica a eliminazione diretta; la finale si tiene allo stadio di Twickenham a Londra.
Tale formula è in vigore continuativamente dall'edizione 2002-03; in precedenza il titolo veniva assegnato alla squadra prima classificata.
Al di sotto della Premiership si trovano RFU Championship e National League 1, rispettivamente secondo e terzo livello del rugby inglese; anche tali due divisioni sono, al pari della Premiership, organizzate su base nazionale.
La vittoria nel campionato conferisce al club che la consegue il titolo di campione d'Inghilterra per la stagione successiva; a tutto il torneo 2024-25 il club più vittorioso è il Leicester (11), che fu anche il primo campione nel 1988.
Alle sue spalle, con sette titoli, figura Bath e, a seguire, con sei titoli ciascuno, Wasps (ultima vittoria nel 2008 ed escluso dal campionato nel 2023 per fallimento) e Saracens, fino all'inizio degli anni dieci privo di vittorie.
La squadra campione, insieme alle altre migliori cinque classificate della stagione regolare, partecipa all'edizione della stagione successiva di European Rugby Champions Cup; le altre, tranne l'eventuale retrocessa, partecipano alla European Rugby Challenge Cup.
Per ragioni di sponsorizzazione il torneo è noto anche come Gallagher Premiership a seguito di accordo di naming stipulato con la compagnia statunitense d'assicurazioni e gestione finanziaria Arthur J. Gallagher.
Il club detentore del titolo è Bath che, nella gara di finale disputata a Londra il 14 giugno 2025, ha battuto Leicester 23-21.

## Storia

### Le origini
Nel 1987 l'Inghilterra proveniva da un'insoddisfacente campagna alla prima Coppa del Mondo, tenutasi in Australia e Nuova Zelanda: la compagine in maglia bianca, infatti, era stata eliminata dal Galles ai quarti di finale e Rugby Football Union (RFU), sulla scia di tale deludente risultato, decise di varare una competizione di club che garantisse competitività ai propri giocatori.
L'unico momento di rugby formalmente strutturato in Inghilterra, infatti, all'epoca era la Coppa, istituita nel 1972 da RFU, e sola competizione a prevedere un trofeo ufficiale.
Il resto delle competizioni erano amichevoli tra club e gare di rappresentativa di contea.
Nonostante ancora nel 1987 si considerasse improbabile l'arrivo del professionismo nella disciplina, la stampa evidenziava come tuttavia gli sponsor, in presenza di una manifestazione organizzata con una struttura definita, non avessero problemi a investirvi significative somme di denaro: quando proprio quell'anno cessarono dopo sette stagioni i diritti di naming di Thorn EMI sul campionato delle contee, questi furono rilevati quasi immediatamente da Toshiba al costo di 125000 £ l'anno.
Parimenti, il birrificio inglese Courage investì una cifra iniziale di circa 500000 £ nell'istituendo campionato, impegnandosi per ulteriori 1100000 £ nel corso delle successive due stagioni.
Assicurata la copertura finanziaria, tuttavia, non era ancora stato deciso il calendario: RFU trovò un compromesso accettabile tra gli impegni di Coppa e quelli di contea prevedendo un torneo a gare di sola andata in cui ciascuna squadra disputasse 11 incontri.
La federazione lasciò che gli incontri fossero organizzati dagli stessi club, e la prima National Division One, si tenne su 27 fine settimana tra il 5 settembre 1987 e il 30 aprile 1988.
In alcuni casi le partite di coppa d'Inghilterra furono usate come valide anche per la classifica (per esempio la finale tra Bristol e Harlequins fu inserita nel calendario del campionato).
Ai nastri di partenza del campionato Londra partecipava con solo due club, Harlequins e Wasps; dal sudovest del Paese si presentarono Bath, Bristol e Gloucester; dal centro Coventry, Leicester, il Moseley di Birmingham e il Nottingham.
Orrell e Sale Sharks venivano dall'area di Manchester e il Waterloo dal Merseyside, queste ultime due zone più di calcio che di rugby.
Tra gli sponsor più in vista del torneo, la distilleria Justerini & Brooks a ogni incontro mise in palio una bottiglia del suo migliore whisky J&B per premiare il giocatore che riuscisse a marcare tre mete; sempre per omaggiare l'hat trick, il fornitore d'equipaggiamenti sportivi Gilbert avrebbe donato un pallone di rugby da quattro stagioni del valore di 45 £ alla squadra del giocatore autore della performance.
Primo campione d'Inghilterra fu Leicester, che ebbe la meglio sul Wasps pur disputando un incontro in meno del previsto; a finire in National Division Two furono Coventry e Sale Sharks, tre vittorie in due.
La stagione appena conclusa, benché disputata in buona sostanza come una sorta di estensione della tradizione delle amichevoli tra club degli anni passati, purtuttavia aveva introdotto, ad avviso della stampa, alcuni elementi che conducevano a una professionalizzazione dell'approccio alla partita: era cambiata la preparazione atletica, più meticolosa del passato, e la politica degli innesti e sostituzioni era più orientata al risultato, iniziando così quella trasformazione che anticipava il professionismo, ancora formalmente al di là da giungere: RFU decise, comunque, di non lasciare ai club l'iniziativa sull'organizzazione delle date, e stilò in proprio il calendario della seconda stagione, che prevedeva tutti gli incontri al sabato con intervalli a novembre e gennaio-febbraio per la disputa dei test match di fine anno e il Cinque Nazioni; la vittoria del Bath con due giornate d'anticipo segnò il periodo più felice del club, che dominò gli ultimi anni del rugby dilettantistico inglese.
Se, infatti, ancora nel 1990 a guadagnare il titolo fu il Wasps sul filo di lana contro Gloucester, così decorando il palmarès della competizione con tre vincitori diversi in altrettante edizioni, già nel 1991 Bath divenne il primo plurivincitore conquistando il suo secondo titolo dopo una lunga battaglia con Orrell, cui ne fece seguito un terzo ancor più combattuto perché, a fronte dell'arrivo alla pari in testa di nuovo con Orrell, fu deciso dalla differenza a proprio favore dei punti fatti/subiti.
Anche la vittoria del 1993 – la terza consecutiva e quarta assoluta – fu decisa solo per la differenza punti con Wasps, con entrambe le squadre in cima alla classifica con undici vittorie e una sconfitta a testa.
A tentare di impedire il quarto successo consecutivo del club del Somerset fu, nel 1994, Leicester che tuttavia tenne fino alla penultima giornata di un torneo che vedeva l'introduzione della formula di andata e ritorno: i successi di Jack Rowell alla guida di Bath gli valsero la chiamata a C.T. della nazionale inglese dopo 5 campionati vinti.
Il successo sfuggito a Leicester nel 1994 giunse l'anno seguente, grazie proprio a una sconfitta interna di Bath contro Sale Sharks alla penultima giornata.
Poco prima dell'inizio della stagione 1995-96 l'International Rugby Football Board fece cadere qualsiasi proibizione al professionismo nella disciplina, lasciando tuttavia alle singole federazioni la libertà di decidere lo status dei propri tesserati.
La federazione decise di prolungare lo status di dilettantismo obbligatorio per un'ulteriore stagione al fine di evitare immediati squilibri economici; la manovra fu accolta con soddisfazione dai club i quali avevano preventivato – ipotizzando il peggior scenario possibile per cui tutta la rosa a disposizione dovesse essere stipendiata – un esborso di circa sette milioni e mezzo di sterline che i contratti televisivi in essere con BSkyB e BBC non erano in grado di garantire, in quanto stipulati in era dilettantistica quando i costi erano inferiori.
RFU garantì solo un assegno annuale lordo di 40000 £ ai giocatori impiegati dalla nazionale.
Purtuttavia, perfino la moratoria di un anno sul professionismo non poté impedire ulteriori rivendicazioni economiche da parte dei club.
Questi, costituitisi in associazione per poter curare i propri interessi – che l'incipiente professionismo rendeva divergenti da quelli di RFU – fondarono l'English First Division Clubs Ltd (EFDC), primo abbozzo della lega che più tardi portò alla nascita della Premiership.
Nel frattempo, sul continente si formava l'European Rugby Cup, che aveva dato vita all'Heineken Cup, l'equivalente rugbistico della UEFA Champions League, cui presero parte da subito club da Francia, Galles, Irlanda, Italia e Romania ma non quelli inglesi, che aderirono nella stagione 1996-97.
Il campionato 1995-96, quindi, l'ultimo formalmente dilettantistico, servì anche come qualificazione alle Coppe europee della stagione successiva.
Per la sesta volta in nove edizioni fu Bath a vincere il titolo, al 2023 il suo più recente.
Le prime squadre inglesi a misurarsi nella Heineken Cup furono Bath, Leicester, Harlequins e Wasps.

### L'avvento del professionismo
La National Division One 1996-97 fu al contempo la prima dell'epoca professionistica e l'ultima sia con tale denominazione che con la sponsorizzazione di Courage, cessata dopo dieci anni di diritti di naming.
Novità pure nel campo dell'organizzazione del torneo, con i club che demandarono tale compito all'organismo da essi fondato, l'English Professional Rugby Union Clubs (EPRUC); la manovra provocò un contenzioso con la RFU, che si era impegnata a garantire un contributo annuo di 300000 £ a club, mentre questi ultimi ritenevano che una buona operazione di marketing presso le reti televisive avrebbe fruttato fino a 2 milioni a club.
Con la vittoria finale del Wasps dopo sette anni, il palmarès europeo delle prime dieci edizioni vide Bath a quota sei titoli, con Leicester e Wasps a dividersi equamente gli altri quattro.
Il campionato successivo partì con un nuovo nome, Premiership Rugby, e un nuovo sponsor, la compagnia britannica d'assicurazioni Allied Dunbar.
Le controversie iniziate nella stagione precedente non si placarono: la RFU cassò un calendario stilato dall'EFDR che prevedeva nelle pause del campionato alcuni incontri non ufficiali di tutti i club a turno contro Cardiff RFC e Swansea, che avevano manifestato la propria intenzione di partecipare al campionato inglese invece di quello della propria federazione, a cui volevano riservare le proprie squadre cadette.
In aggiunta a ciò, contenziosi economici anche con l'ERC provocarono la diserzione in massa dei club inglesi dalla Heineken Cup 1998-99 nonostante la vittoria di Bath alla prima partecipazione in tale competizione.
A sorpresa si laureò campione una formazione del nord del Paese, il Newcastle appena promosso dalla Division Two, primo caso di matricola a vincere la Premiership.
Dall'edizione successiva i club partecipanti passarono da 12 a 14, quindi il turnover stagionale fu di una retrocessione e tre promozioni dalla Premiership Two.

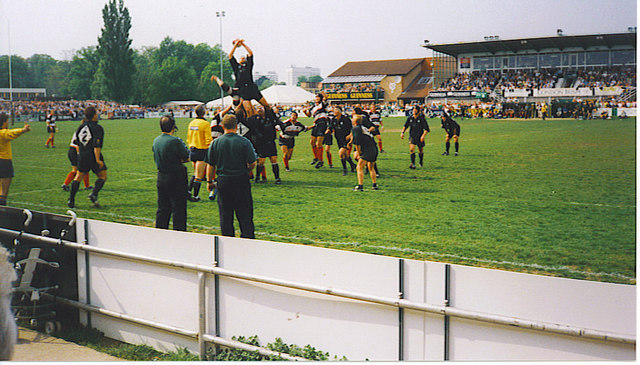
Una fase di – a Sudbury, campionato 1998-99

La dodicesima Premiership vide il terzo successo di Leicester, vincitore matematico proprio nel turno in cui batté i campioni uscenti di Newcastle; dopo un solo anno a 14 squadre, il campionato tornò a 12 perché London Scottish e Richmond terminarono in amministrazione controllata e furono fusi in un'unica entità giuridica acquistata dal London Irish, e i due posti lasciati liberi dai loro ritiri non furono rimpiazzati; in corso di campionato i club della Premiership decisero anche di cessare il boicottaggio delle Coppe europee e di farvi ritorno nella stagione successiva.
Ultimo torneo sponsorizzato Allied Dunbar, la Premiership 1999-2000 si distinse per l'adozione di tre punti a partita; tale modifica non retroattiva, tuttavia, fu introdotta solo dopo la disputa della Coppa del Mondo 1999 nell'intento di livellare gli squilibri verificatisi a causa dell'indisponibilità dei giocatori internazionali impegnati nel torneo mondiale, durante il quale la Premiership continuò a essere disputata; per tale motivo alcune vittorie risultano premiate con due punti in classifica e altre con tre.
Leicester, al suo quarto titolo, si confermò campione per il secondo anno consecutivo.
Al termine del campionato fu decisa l'adozione, a partire dalla stagione successiva, del sistema di punteggio dell'Emisfero Sud con i quattro punti a vittoria e i bonus offensivi e difensivi.
Nel 2000 il gruppo assicurativo svizzero Zurich subentrò ad Allied Dunbar.
Oltre al citato punteggio dell'emisfero Sud fu introdotta, in forma estemporanea, una fase a play-off purtuttavia non ripetuta l'anno successivo; essa fu invero istituita come appendice alla stagione regolare, ma in corso di torneo fu stabilito che la squadra campione d'Inghilterra sarebbe stata la vincitrice dei play-off.
Campione per la terza volta consecutiva fu Leicester, che si aggiudicò sia la stagione regolare che la finale, la prima della storia del torneo, vinta contro Bath per 22-10 a Twickenham.
La fase a eliminazione servì anche come qualificazione alla Heineken Cup, cui accedettero le quattro semifinaliste e le due migliori eliminate nei quarti di finale.
La stagione 2001-02 ebbe un andamento regolamentare confuso: quando il campionato iniziò non erano previsti i play-off, ma in corso di torneo la RFU li introdusse come metodo di assegnazione del titolo.
Di fronte a tale decisione Leicester protestò con la RFU denunciando il cambio di regole a campionato aperto e ottenendo la cancellazione dei play-off, trasformati quindi in un post-torneo che decise solo l'ordine d'ammissione alle Coppe europee.
Altra decisione controversa fu quella del varo a campionato ormai iniziato di una serie di rigidi requisiti circa gli impianti interni dei club di prima divisione: uno di tali requisiti, ovvero la disponibilità prioritaria di un impianto in coabitazione con un altro club sportivo, fu alla base della mancata licenza di Premiership al Rotherham, vincitore a fine stagione della Division Two.
Il trofeo andò a Leicester, al suo quarto titolo consecutivo e sesto assoluto, grazie al quale appaiò Bath in testa al palmarès.

### L'epoca deiplay-off
Dal 2003 i play-off divennero strutturali al torneo e funzionali all'assegnazione del titolo; ma se la formula di due anni prima a otto squadre non aveva convinto, Premiership Rugby ne introdusse una nuova, di tipo challenge, che a posteriori sollevò altrettante critiche.
La formula consisteva nel mandare il vincitore della stagione regolare direttamente in finale ad attendere la vincente dell'incontro tra la seconda e la terza classificata, mentre un ulteriore torneo a eliminazione diretta, chiamato Zurich Wildcard, fu organizzato tra le quattro migliori non qualificate alle Coppe europee per decidere un posto nella Heineken Cup successiva.
Gloucester dominò la stagione regolare con 15 punti di vantaggio sul London Wasps, ma in finale fu da questi sconfitto per 3-39, circostanza che diede spunto a nuove critiche al sistema e alle tempistiche dei play-off: il C.T. inglese dell'epoca Clive Woodward evidenziò l'incoerenza di lasciare inattivo il Gloucester per tre settimane prima di obbligarlo a disputare la finale di Premiership laddove il London Wasps aveva disputato la finale di Coppa Anglo-Gallese e la semifinale di campionato; fu proposto quindi l'accorciamento della stagione regolare e il compattamento dei tempi dei play-off per tenere tutte le squadre allo stesso livello di forma.
Anche l'anno successivo vide la vittoria del London Wasps, che negli ultimi due tornei non aveva trascorso una singola giornata in testa alla stagione regolare: a cadere a Twickenham fu di nuovo una capolista, nella fattispecie Bath.
Di nuovo, nel 2005, fu la capolista Leicester, arrivata a Twickenham vincendo la stagione regolare con 5 punti di margine sul Wasps, a venire da questi battuta in finale 14-39.
L'ennesima sconfitta in finale della dominatrice di regular season riaccese il dibattito circa l'efficacia di un sistema che premiava una squadra le cui migliori prestazioni si concentravano in due sole partite a fronte di un'altra che per venti incontri di lega mostrava regolarità; il tecnico degli Wasps Warren Gatland giudicò errato ritenere il capolista della stagione regolare più meritevole del titolo rispetto al vincitore dei play-off, in quanto a suo avviso la vittoria in una fase a eliminazione significa saper vincere nel momento importante di un torneo, aspetto su cui il rugby inglese doveva lavorare per evitare di rimanere indietro.

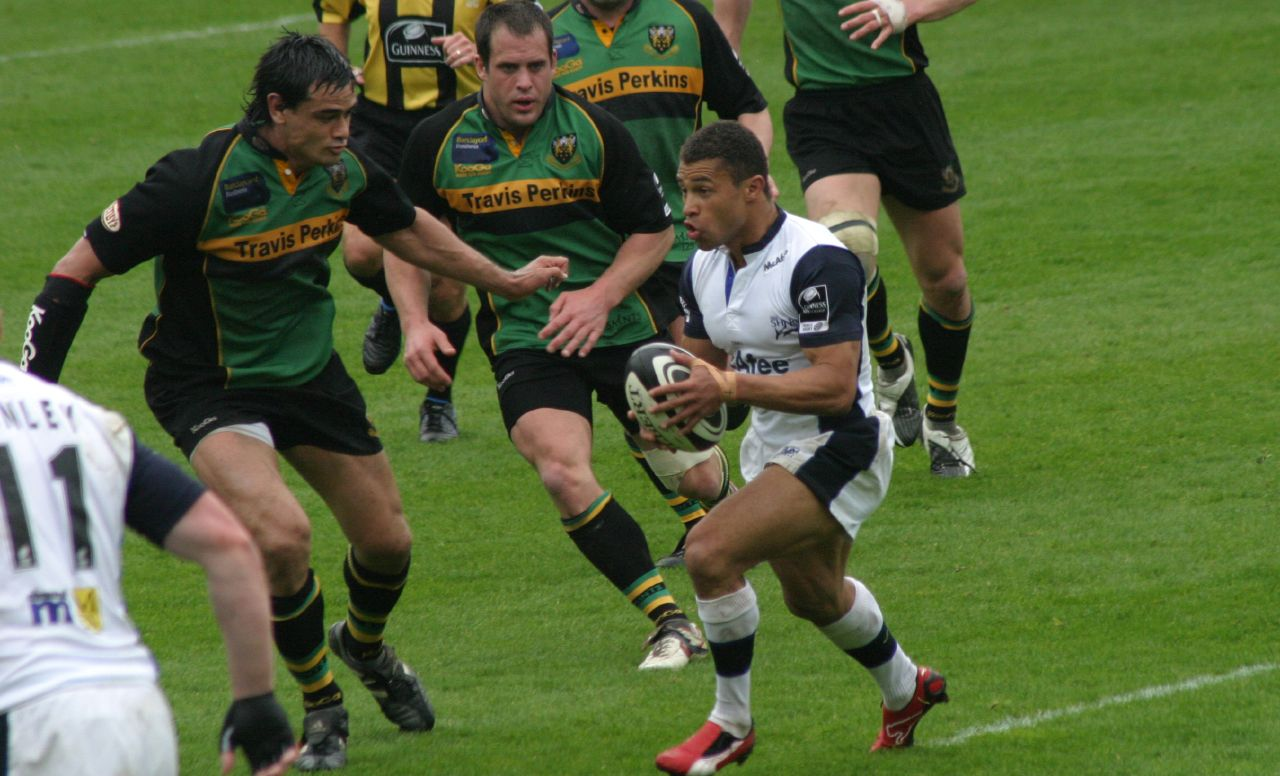
Jason Robinson contro il, Premiership 2005-06

A fine stagione subentrò un nuovo sponsor per il torneo, il marchio di birra Guinness.
La nuova stagione vide anche l'innalzamento da tre a quattro delle squadre ammesse a disputare i play-off per garantire simmetria a entrambe le finaliste, e la soppressione del torneo di qualificazione alle Coppe europee, determinata da allora solo dalla posizione in classifica.
Per la prima volta dall'istituzione dei play-off la squadra vincitrice della stagione regolare fu anche quella che si aggiudicò il titolo: in semifinale il Sale Sharks terminò la striscia di vittorie del Wasps e nella successiva finale batté Leicester; per la squadra di Philippe Saint-André si trattò del primo titolo assoluto, e secondo a uscire dal triangolo Bath-Leicester-Wasps, conquistatore di 17 dei precedenti 18 titoli.

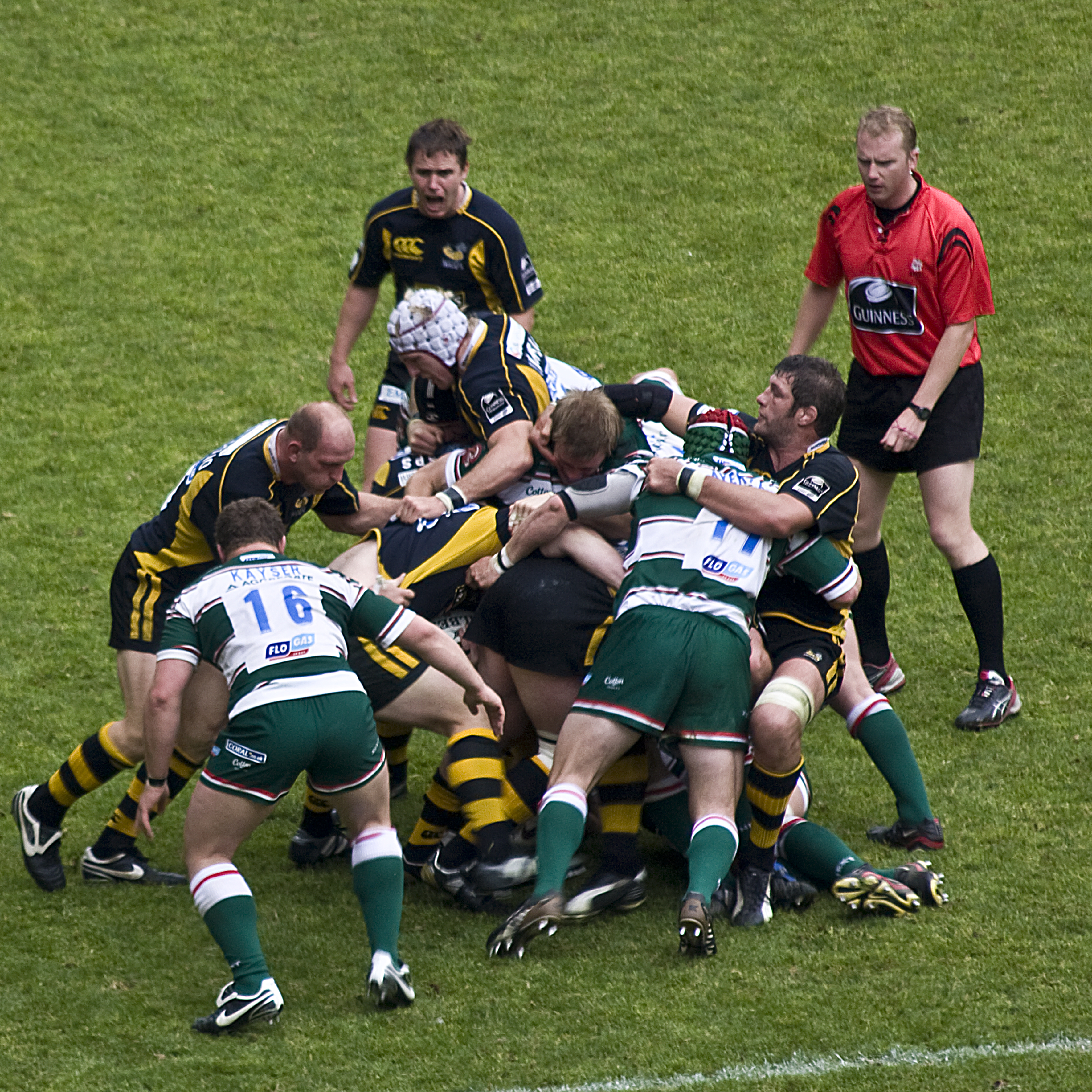
Una fase della finale 2007-08 tra Wasps e Leicester

Ennesima affermazione di Leicester nel 2007 – vincitore in finale a Twickenham per 44-16 su Gloucester – che nell'occasione divenne primatista in solitaria del palmarès avendo guadagnato il suo settimo titolo; l'anno successivo il London Wasps, proprio contro i detentori in carica di Leicester, vinse la finale 26-16 per il suo sesto, e ultimo, titolo di campione inglese.
La finale 2008, con 81600 spettatori, registrò il primato d'affluenza per incontri di club.
La finale di Premiership del 2009 fu appena la seconda, dall'adozione permanente dei play-off, ad essere vinta dalla squadra capolista della stagione regolare: ad aggiudicarsi il titolo per l'ottava volta fu Leicester, vincitore di stretta misura per 10 a 9 sul London Irish presentatosi per la prima volta nella sua storia alla finale dopo avere vinto il derby londinese contro l'Harlequins nei play-off.

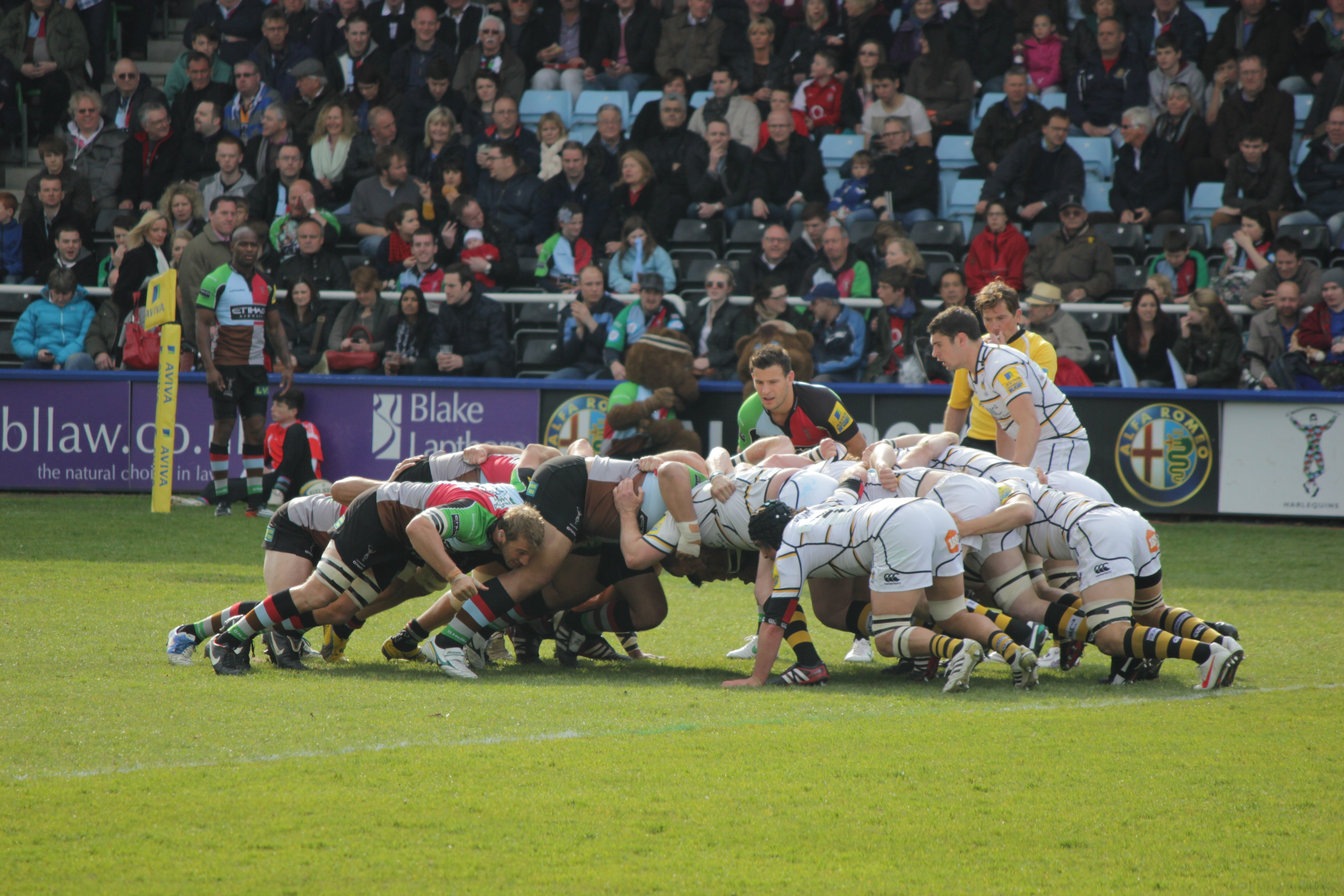
Derby londinese allo Stoop tra Harlequins e Wasps, Premiership 2011-12

Il primo decennio del nuovo secolo si chiuse con l'ultima stagione sponsorizzata Guinness e il nono titolo di Leicester, vincitore come l'anno prima su un'esordiente in finale, il Saracens.
Il quinquennio che seguì, sotto la sponsorizzazione delle assicurazioni britanniche Aviva, vide quattro diverse squadre campioni, tre delle quali debuttanti assolute nel palmarès: nel 2011 il Saracens, esordiente in finale l'anno prima, batté 22-18 il campione uscente Leicester così guadagnando il suo primo titolo; ancora Leicester in finale nel 2012, ma il titolo fu vinto dall'Harlequins, che si aggiudicò la gara con il punteggio di 30-23 e iscrisse il proprio nome nella lista dei club campioni nazionali.
Nel 2013, alla sua nona finale consecutiva, Leicester vinse il suo titolo numero dieci dapprima eliminando nei play-off proprio l'Harlequins campione in carica e, a seguire, Northampton in finale.
Con Leicester per la prima volta dal 2004 fuori dalla finale, la gara decisiva della Premiership 2013-14 fu tra le meno blasonate del torneo, tenendosi tra due compagini che assommavano un solo titolo, quello del Saracens di tre stagioni prima, mentre Northampton era ancora a caccia della prima vittoria, che tuttavia giunse proprio quell'anno al termine della prima finale in assoluto terminata ai tempi supplementari e vinta 24-20.

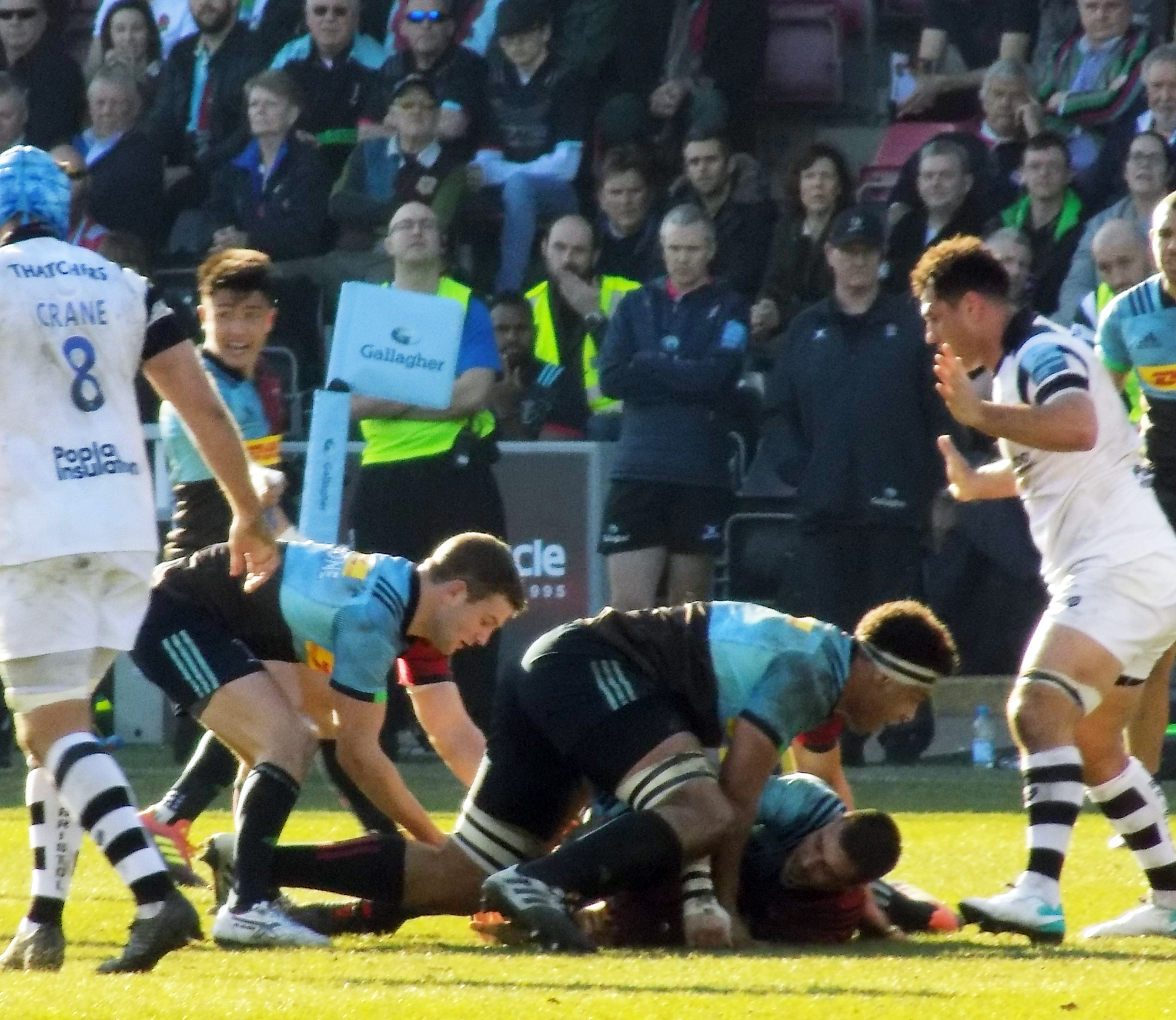
Harlequins contro Bristol allo Stoop, Premiership 2018-19

Leicester di nuovo fuori dalla finale nel 2015, così come i freschi campioni di Northampton: a Twickenham si incontrarono il Bath, alla sua prima gara per il titolo dal 2004, e il Saracens, che si impose 28-16 laureandosi così campione d'Inghilterra dopo 4 anni.
I Sarries caratterizzarono la seconda parte del decennio, vincendo altri tre dei cinque titoli in palio, a partire dalla riconferma nel 2015-16, prima edizione di Premiership a vedere un incontro organizzato negli Stati Uniti (alla Red Bull Arena di Harrison, New Jersey, tra London Irish e Saracens vinto 26-16 da questi ultimi): a terminare sconfitto in finale fu un combattivo Exeter che si arrese solo nei minuti finali di gioco: proprio il club del Devon fu l'unico a contrastare il dominio dei londinesi, eliminandoli nei play-off nel 2017 e, a seguire, battendo gli Wasps 23-20 al termine della seconda finale terminata ai supplementari.
Tuttavia, già di nuovo nel 2018, ultima stagione sponsorizzata Aviva, Saracens ed Exeter furono di nuovo di fronte in finale, in un'edizione caratterizzata dalla prima esclusione di sempre di Leicester dalla zona play-off: a Twickenham i Sarries vendicarono l'eliminazione subìta l'anno precedente e si aggiudicarono il loro quarto titolo vincendo 27-10; quinto titolo una stagione più tardi al termine di una finale che, negli interpreti, fu una ripetizione di quella del 2018 ma nell'esito fu molto meno scontata perché terminò 37-34 in rimonta dopo che Exeter, dominatore della stagione regolare, aveva condotto la gara per lunghi tratti.

### La pandemia di COVID-19 e le violazioni dei tetti salariali
La stagione 2019-20 fu la più lunga della storia della Premiership, avendo visto la disputa della propria finale a un anno e sei mesi di distanza da quella della prima giornata della stagione regolare.
Partita con un mese di posticipo rispetto alla scadenza classica per non privare i club dei giocatori internazionali impegnati alla Coppa del Mondo 2019 in Giappone, fu bruscamente interrotta tra febbraio e marzo 2020 quando la pandemia di COVID-19 iniziò a colpire in maniera pesante il Regno Unito e il governo ricorse a restrizioni che bloccarono l'attività sportiva, inizialmente per 5 settimane ma, poi, a tempo indeterminato.
Solo il 15 agosto 2020 fu possibile riprendere il torneo rispettando rigidi protocolli di sicurezza tra cui l'obbligo di giocare a porte chiuse per impossibilità di garantire la sicurezza degli spettatori.
In aggiunta a ciò, durante la prima fase del torneo fu reso noto che la commissione disciplinare della Premiership stava indagando su presunte violazioni finanziarie del limite di tetto salariale da parte del Saracens nei tre campionati precedenti, e aveva riconosciuto il club colpevole di numerosi sforamenti del salary cap ai giocatori infliggendogli una prima sanzione cautelare di 35 punti di penalizzazione e una multa di 5360272,31 £.
Nel corso dell'approfondimento delle indagini, emerse che lo sforamento del cap fu di oltre 1,1 milioni di sterline nel 2016-17, 98000 nel 2017-18 e 906000 nel 2018-19.
La commissione disciplinare decise di aggiungere ulteriori 70 punti alla penalizzazione, portandola a 105 e rendendo quindi certa la retrocessione del Saracens.
A ottobre 2020 si tenne la finale tra Exeter e Wasps in uno stadio di Twickenham deserto, e fu il club del Devon a imporsi per 19-13 e vincere il suo secondo titolo nonché il double stagionale dopo la conquista della Champions Cup.
La pandemia pesò anche sulla stagione successiva: il campionato 2020-21 iniziò appena un mese dopo la fine del precedente, e slittò in avanti di quasi un mese e mezzo, con la finale collocata a giugno inoltrato.
Le norme di contrasto alla pandemia imposero porte chiuse o, laddove gli spettatori fossero permessi, affluenze inferiori alla metà delle capienze massime.
Il regolamento fu integrato con alcune variazioni introdotte per dare un esito certo agli incontri sospesi o annullati per COVID, che fu deciso a priori di non recuperare: in caso di annullamento per ragioni sanitarie, infatti, la partita sarebbe stata dichiarata un pareggio 0-0 ma con quattro punti in classifica alla squadra non responsabile dell'annullamento e due all'altra.
Fu inoltre deciso il blocco della retrocessione in RFU Championship.
Per la prima volta nella sua storia fu Bristol a vincere la stagione regolare, anche se la sua corsa verso il titolo si fermò in semifinale contro l'Harlequins; il club londinese trovò Exeter a Twickenham e lo sconfisse 40-38 nella finale che registrò il record di punti segnati nonché 11 mete complessive e un sin bin per parte.
A titolo statistico, l'Harlequins fu solo il secondo club, dopo il Saracens nel 2015, a vincere la Premiership partendo dall'ultimo posto utile per i play-off.
L'affluenza massima permessa a Twickenham per la finale fu di 10000 spettatori, anche se la stampa criticò tale limitazione in quanto allo stadio di Wembley, che contemporaneamente ospitava gare del campionato europeo di calcio, era stata permessa un'affluenza di 60000 spettatori e addirittura nessuna limitazione era stata imposta all'All England Lawn Tennis and Croquet Club dove era in programma il torneo di Wimbledon.

### Il ritorno di Leicester e Saracens
Il Saracens, al termine del suo anno in Championship, fu promosso nuovamente in prima divisione; a causa del blocco delle retrocessioni decretato l'anno precedente, la Premiership 2021-22 si tenne a tredici squadre.
Dopo 5 anni fuori dai play-off, Leicester vinse la stagione regolare e guadagnò la sua prima finale dal 2013, mentre invece il neopromosso Saracens vinse la propria semifinale contro l'Harlequins.
A Twickenham Leicester vinse il suo undicesimo titolo venendo a capo di un incontro molto duro e fisico, con un'espulsione temporanea per parte e deciso solo a tempo scaduto con un drop che scongiurò il ricorso ai tempi supplementari.
Iniziato a 13 squadre, il campionato 2022-23 perse due delle sue protagoniste storiche a causa dei debiti accumulati in diversi anni di passivo di gestione: toccò dapprima al Worcester, incapace di restituire un prestito di 14 milioni di sterline ricevuto dal ministero britannico per la cultura e lo sport durante la pandemia e gravato da ulteriori 11 milioni di debiti pregressi.
Non avendo ricevuto garanzie sulla solvibilità del debito e l'erogazione degli stipendi di giocatori e staff, la RFU escluse il club dal campionato a fine settembre 2022 e sancì la soppressione, ai fini della classifica, dei risultati delle gare già disputate.
A seguito di ciò, il club fu posto in amministrazione controllata.
Poche settimane più tardi fu il turno del Wasps, la cui situazione era ancor più pesante: i suoi debiti infatti ammontavano ad almeno 90 milioni di sterline, in gran parte causati dalla mancata restituzione di un prestito obbligazionario emesso dal club per finanziare l'acquisto del City of Coventry Stadium, stadio della città nella quale si era trasferito nove anni prima lasciando Londra.
Anche gli incontri degli Wasps furono annullati e considerati mai disputati.
Per la seconda volta consecutiva dopo il ritorno in Premiership, e la settima in dieci stagioni, il Saracens raggiunse la finale, dove vi trovò Sale Sharks che dalla finale mancava da diciassette anni.
I Sarries tornarono sul tetto d'Inghilterra dopo quattro anni, vincendo 25-15 e conquistando il loro sesto titolo assoluto al pari di Bath e del defunto Wasps, primo dopo la penalizzazione che li costrinse alla seconda divisione.
Una settimana dopo il termine del campionato la RFU comunicò l'esclusione da qualsiasi competizione anche del London Irish, giudicato insolvibile e privo di qualsiasi garanzia economica per il presente e il futuro.
La stagione 2023-24 vide il ritorno in finale di due squadre che mancavano da svariate stagioni l'ultimo atto del torneo: Bath, per la prima volta dal 2015, e Northampton, dieci anni dopo la sua ultima finale, peraltro vinta; fu proprio Northampton a imporsi (25-21) e a vincere il suo secondo titolo.
Lo stesso Bath si ripresentò in finale al termine di una campagna 2024-25 che lo vide primeggiare nella stagione regolare; a 29 anni di distanza dalla più recente affermazione, e per la prima volta nell'epoca professionistica, il club del Somerset si aggiudicò il suo settimo titolo nazionale battendo Leicester 23-21.

## Proprietà
La società che organizza il campionato e ne gestisce i diritti è Premiership Rugby Ltd; essa è posseduta paritariamente per una quota del 73% dai club che in ogni stagione la compongono, e per il 27% da CVC Capital Partners, finanziaria britannica specializzata nell'investimento in società di intrattenimento sportivo e che già è titolare di quote del Sei Nazioni.
Premiership Rugby organizza anche la Premiership Rugby Cup, ovvero la Coppa d'Inghilterra di rugby, e i campionati maggiori giovanili; la sua sede è a Londra e dall'ottobre 2021 il suo amministratore delegato è Simon Massie-Taylor, dirigente d'azienda britannico che in precedenza ricopriva, nella stessa società, l'incarico di direttore commerciale e marketing.

## Regolamento del torneo

### Formato
Le squadre si affrontano nella stagione regolare a girone unico, e il sistema di punteggio per ogni incontro prevede:
- 4 punti alla squadra vincitrice;
- 2 punti a ciascuna squadra per il pareggio;
- 0 punti alla squadra sconfitta;
- 1 punto alla squadra che marchi almeno 4 mete;
- 1 punto alla squadra che riesca a perdere con 7 o meno punti di scarto.

La discriminante in caso di parità in classifica è costituita prioritariamente dal numero di vittorie e, a seguire: la differenza punti fatti/subiti; il maggior numero di punti marcati; il risultato complessivo nei due incontri diretti con il club a pari classifica; infine il numero di vittorie escludendo i risultati della prima giornata e a seguire fino a che la parità non si interrompe.
Una volta determinata la classifica finale, le prime quattro classificate accedono alle semifinali, che si tengono in gara unica.
La prima e la seconda hanno il vantaggio di ricevere in casa rispettivamente la quarta e la terza classificata.
Le vincenti di tali due incontri disputano la finale per il titolo.
Ai fini del referto di gara, è considerata squadra di casa quella terminata con la posizione più alta nella stagione regolare.
Sono idonei a partecipare alle Coppe europee di una stagione tutti i club non retrocessi nella stagione precedenti, più quello eventualmente promosso dal RFU Championship.
Il campione nazionale e il finalista sconfitto sono sempre qualificati alla Champions Cup della stagione successiva; gli altri posti sono determinati dall'ordine di classifica della stagione regolare, in base a quanti club provenienti dalla federazione inglese sono ammessi a partecipare a ciascuna competizione.
Se durante la stagione un club cessa di operare per qualsiasi motivo (espulsione, radiazione, ritiro, fallimento, etc) i suoi risultati vengono eliminati dalla classifica o dai play-off.
Nelle fasi a eliminazione diretta, in caso di parità dopo i tempi regolamentari si procede a disputare due ulteriori tempi supplementari di 10 minuti ciascuno.
Se al termine di detto tempo aggiuntivo il punteggio rimane pari, è considerata vincitrice la squadra che ha marcato più mete e, qualora anche tale computo sia pari, si procede a spareggiare mediante esecuzione dei tiri piazzati.

### Giocatori e arbitri
In generale ogni club può schierare solo giocatori che siano:
- effettivamente sotto contratto oppure
- giocatori dell'Accademia RFU sotto contratto con il club o con il club che faccia le funzioni di accademia per suo conto.

Nessun club può iscrivere a foglio gara giocatori in riposo obbligatorio per raggiunto limite di gare.
In un singolo incontro non è permesso iscrivere a foglio gara più di due giocatori stranieri, né più di tre giocatori in prestito.
Ai soli fini regolamentari, "straniero" va inteso come:
- non idoneo a militare in una qualsiasi delle nazionali maggiori facenti capo a federazioni nazionali dell'Unione Europea / Area Economica Europea;
- mai selezionato per la nazionale maggiore, nazionale A o nazionale U-20 inglese;

Si noti che lo status di non straniero relativo ai cittadini dell'UE è soggetto a revisione e ancora non definito a seguito dell'uscita del Regno Unito dall'Unione europea; l'accordo transitorio è che quei giocatori UE considerati non stranieri prima del 1º gennaio 2021 mantengano tale status in attesa di nuove disposizioni, e che provvisoriamente vengano inclusi anche quelli giunti nel Regno Unito nella stagione 2022-23.
L'arbitro e gli altri ufficiali di gara sono designati dalla commissione arbitrale della RFU.
Il club che ospita l'incontro è incaricato di fornire un arbitro che funga da quarto ufficiale alle dipendenze dell'arbitro di riserva che si occupi di segnalare le sostituzioni e di gestire la panca delle penalità e quella dei rimpiazzi medici.
È inoltre responsabilità del club ospite riservare uno spazio adeguato per gli incaricati di RFU e Premiership preposti al controllo di regolarità della gara.
Per accordo tra i club, l'ufficiale di gara non è considerato responsabile di eventuali perdite economiche, danneggiamenti a proprietà del club o a infrastrutture, responsabilità civile per infortuni, siano esse direttamente o indirettamente collegate a sue decisioni in campo.
È fatto divieto a qualsiasi club, dirigente o suo rappresentante, di offrire agli ufficiali di gara pagamenti, rimborsi o regali in denaro o in natura.
Eventuali eccezioni sono sottoposte al vaglio e all'approvazione di RFU.

### Salary cap
Dal 1999 è in vigore nel torneo il tetto salariale, anche noto come salary cap.
Gli intenti dichiarati da Premiership alla base di tale misura sono essenzialmente la preservazione della sostenibilità finanziaria dei club e del torneo stesso, contenimento della pressione economica sui conti dei club, riduzione degli squilibri tecnici con aumento della competitività del torneo e infine garanzia di competitività dei club nelle competizioni europee.
La citata squalifica di 105 punti inflitta nel 2019 al Saracens per ripetuti sforamenti del tetto salariale indusse il club a presentare un ricorso che mirava a contestare la legittimità stessa del salary cap in quanto da esso giudicato illegale e lesivo dei diritti di libertà economica sanciti dal Trattato sul funzionamento dell'Unione europea (TFEU), in riferimento particolare alla violazione degli articoli 101 e 102 riguardanti l'imposizione dell'ammontare tariffe e prezzi da praticare e l'abuso di posizione dominante da parte di Premiership Rugby.
La commissione indipendente d'arbitrato incaricata dalle parti di dirimere il conflitto decretò che il salary cap è misura essenziale a tutela degli interessi di Premiership Rugby sia in termini di competitività della manifestazione sportiva che di valore commerciale e quindi il ricorso del Saracens non aveva alcun fondamento, confermando quindi le sanzioni inflitte al club.
Le norme più recenti circa il tetto salariale sono in vigore dalla stagione 2021-22 e i tetti stabiliti sono:
- limite generale: 6400000 £ fatte salve le seguenti eccezioni in cui è permesso sforamento:
- massimo 600000 £ per giocatori cresciuti nel vivaio (non più di 12 e non più di 50000 £ a giocatore);
- massimo 80000 £ per singolo giocatore internazionale da usare per stipendiare un rimpiazzo in caso di finestre di impegni con la nazionale d'appartenenza;
- massimo 400000 £ complessivo per stipendiare uno o più giocatori come rimpiazzo per elementi indisponibili causa infortunio di lunga durata.

Inoltre, gli stipendi di due giocatori a scelta del club sono esclusi dal computo del tetto salariale, e le spese di istruzione corrisposte ai giocatori non rientrano nel limite.
Non sono da considerare dentro il tetto spese effettuate dal club che riguardino fattispecie come, ad esempio, pagamento dei costi amministrativi del visto d'ingresso nel Regno Unito per il giocatore ed eventualmente suoi familiari; spese d'istruzione a membri della famiglia; emolumenti provenienti al giocatore dalla sua federazione d'appartenenza in caso di risposta a convocazioni internazionali; eventuali costi di trasferimento pagati dal club cessionario a quello cedente, etc.

## Albo d'oro
| Edizione | Edizione | Vincitore |
| -------- | -------- | --------- |
| 1        | 1987-88  | Leicester |
| 2        | 1988-89  | Bath      |
| 3        | 1989-90  | Wasps     |
| 4        | 1990-91  | Bath      |
| 5        | 1991-92  | Bath      |
| 6        | 1992-93  | Bath      |
| 7        | 1993-94  | Bath      |
| 8        | 1994-95  | Leicester |
| 9        | 1995-96  | Bath      |
| 10       | 1996-97  | Wasps     |

| Edizione | Edizione  | Vincitore    |
| -------- | --------- | ------------ |
| 11       | 1997-98   | Newcastle    |
| 12       | 1998-99   | Leicester    |
| 13       | 1999-2000 | Leicester    |
| 14       | 2000-01   | Leicester    |
| 15       | 2001-02   | Leicester    |
| 16       | 2002-03   | London Wasps |
| 17       | 2003-04   | London Wasps |
| 18       | 2004-05   | London Wasps |
| 19       | 2005-06   | Sale Sharks  |
| 20       | 2006-07   | Leicester    |

| Edizione | Edizione | Vincitore    |
| -------- | -------- | ------------ |
| 21       | 2007-08  | London Wasps |
| 22       | 2008-09  | Leicester    |
| 23       | 2009-10  | Leicester    |
| 24       | 2010-11  | Saracens     |
| 25       | 2011-12  | Harlequins   |
| 26       | 2012-13  | Leicester    |
| 27       | 2013-14  | Northampton  |
| 28       | 2014-15  | Saracens     |
| 29       | 2015-16  | Saracens     |
| 30       | 2016-17  | Exeter       |

| Edizione | Edizione | Vincitore   |
| -------- | -------- | ----------- |
| 31       | 2017-18  | Saracens    |
| 32       | 2018-19  | Saracens    |
| 33       | 2019-20  | Exeter      |
| 34       | 2020-21  | Harlequins  |
| 35       | 2021-22  | Leicester   |
| 36       | 2022-23  | Saracens    |
| 37       | 2023-24  | Northampton |

### Finali deiplay-off
| Stagione | Incontro                  | Risultato | Sede                         | Spettatori |
| -------- | ------------------------- | --------- | ---------------------------- | ---------- |
| 2000-01  | Leicester – Bath          | 22-10     | Stadio di Twickenham, Londra | 33500      |
| 2002-03  | Gloucester – London Wasps | 3-39      | Stadio di Twickenham, Londra | 42000      |
| 2003-04  | Bath – London Wasps       | 6-10      | Stadio di Twickenham, Londra | 59500      |
| 2004-05  | Leicester – London Wasps  | 14-39     | Stadio di Twickenham, Londra | 60762      |
| 2005-06  | Sale Sharks – Leicester   | 45-20     | Stadio di Twickenham, Londra | 58500      |
| 2006-07  | Gloucester – Leicester    | 16-44     | Stadio di Twickenham, Londra | 59400      |
| 2007-08  | London Wasps – Leicester  | 26-16     | Stadio di Twickenham, Londra | 81600      |
| 2008-09  | Leicester – London Irish  | 10-9      | Stadio di Twickenham, Londra | 81601      |
| 2009-10  | Leicester – Saracens      | 33-27     | Stadio di Twickenham, Londra | 81600      |
| 2010-11  | Leicester – Saracens      | 18-22     | Stadio di Twickenham, Londra | 80016      |
| 2011-12  | Leicester – Harlequins    | 23-30     | Stadio di Twickenham, Londra | 81779      |
| 2012-13  | Leicester – Northampton   | 37-17     | Stadio di Twickenham, Londra | 81703      |
| 2013-14  | Saracens – Northampton    | 20-24     | Stadio di Twickenham, Londra | 81193      |
| 2014-15  | Bath – Saracens           | 16-28     | Stadio di Twickenham, Londra | 80589      |
| 2015-16  | Saracens – Exeter         | 28-20     | Stadio di Twickenham, Londra | 76109      |
| 2016-17  | Exeter – Wasps            | 23-20     | Stadio di Twickenham, Londra | 79657      |
| 2017-18  | Exeter – Saracens         | 10-27     | Stadio di Twickenham, Londra | 75128      |
| 2018-19  | Exeter – Saracens         | 34-37     | Stadio di Twickenham, Londra | 75329      |
| 2019-20  | Exeter – Wasps            | 19-13     | Stadio di Twickenham, Londra | 0          |
| 2020-21  | Exeter – Harlequins       | 38-40     | Stadio di Twickenham, Londra | 10000      |
| 2021-22  | Leicester – Saracens      | 15-12     | Stadio di Twickenham, Londra | 72784      |
| 2022-23  | Saracens – Sale Sharks    | 35-25     | Stadio di Twickenham, Londra | 61875      |
| 2023-24  | Northampton – Bath        | 25-21     | Stadio di Twickenham, Londra | 81688      |
| 2024-25  | Bath – Leicester          | 23-21     | Stadio di Twickenham, Londra | 81708      |

## Statistiche

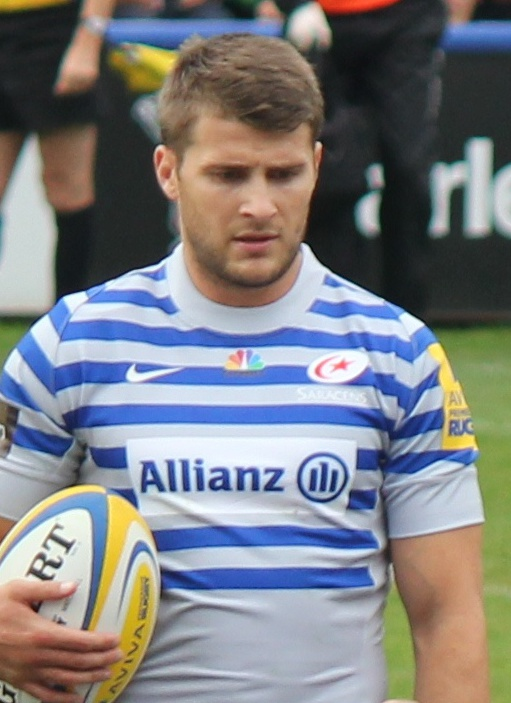
Richard Wigglesworth, 20 stagioni di Premiership e 322 presenze

Alla stagione 2023-24, la trentasettesima completata, è Leicester il club con il maggior numero di vittorie, 11, delle quali 4 consecutive tra il 1999 e il 2002 (migliore serie insieme a quella di Bath tra il 1991 e il 1994).
Alle sue spalle, con 6 titoli ciascuno, figurano Bath, Wasps e Saracens, mentre a quota 2 figurano Exeter e Harlequins.
Infine Newcastle, Northampton e Sale Sharks vantano un titolo a testa.
Benché Leicester sia la squadra campione della prima edizione nonché quella primatista del palmarès, storicamente non è la più titolata: infatti nei primi anni della competizione il campionato era dominato da Bath, che vinse tutti i suoi sei titoli prima dell'avvento del professionismo, il suo ultimo risalendo al 1996; è solo dal 2007, dopo vent'anni dall'istituzione del torneo, che Leicester ne è il club più vittorioso, allorquando raggiunse la sua settima affermazione.
I citati Bath e Leicester sono anche, al 2023, gli unici club sempre presenti in Premiership insieme a Gloucester; fino al 2022 tale elenco comprendeva anche Wasps, escluso per fallimento.
Gloucester vanta la singolarità di avere vinto l'unica finale dei play-off non valida per il titolo e di essere l'unica compagine mai retrocessa a non avere mai vinto il campionato.
A livello individuale, invece, il giocatore che detiene il record di punti marcati è Charlie Hodgson (1980-), che ne mise a segno 2625 tra il 2000 e il 2016 nelle file di Sale Sharks e Saracens.
Il record di mete appartiene invece a Chris Ashton (1987-), che in quattordici stagioni di Premiership il 2008 e il 2023 (salvo una stagione all'estero con Tolone), anno del suo ritiro, ne ha marcate 101.
Il giocatore con più presenze è invece Richard Wigglesworth (1983-), attivo in 20 stagioni consecutive di Premiership tra il 2002 e il 2022 e schierato in 322 incontri da Sale Sharks, Saracens e Leicester.

## Sponsor
| Sponsor                   | Sponsor   | Denominazione               |
| ------------------------- | --------- | --------------------------- |
| Courage Ltd               | 1987-1997 | Courage Clubs’ Championship |
| Allied Dunbar plc         | 1997-2000 | Allied Dunbar Premiership   |
| Zurich Insurance Group    | 2000-2005 | Zurich Premiership          |
| Guinness                  | 2005-2010 | Guinness Premiership        |
| Aviva plc                 | 2010-2018 | Aviva Premiership           |
| Arthur J. Gallagher & Co. | 2018-     | Gallagher Premiership       |

Il primo sponsor del torneo fu il birrificio inglese Courage, che nella stagione inaugurale investì nel nascente sistema di lega una somma di 500000 £ con cui acquisì i diritti di naming delle prime tre divisioni del torneo.
Courage, nella prima stagione, assicurò un emolumento annuo di 5500, 4500 e 3000 £ a ciascun club rispettivamente di prima, seconda e terza divisione, e assicurò un ulteriore investimento di 1100000 £ per le successive due stagioni.
La National Division One, nome ufficiale della competizione all'epoca, assunse quindi il nome commerciale di Courage Clubs' Championship Division One.
Al 2023 Courage è lo sponsor di più lunga associazione con la Premiership, avendo dato il proprio nome al torneo per dieci stagioni consecutive; nel 1997 fu rimpiazzato dal gruppo assicurativo britannico Allied Dunbar, a seguito del cui relativo accordo di naming il torneo fu rinominato Allied Dunbar Premiership One.
Tale partnership commerciale durò tre stagioni perché il gruppo Zurich Insurance, che nel frattempo aveva acquisito Allied Dunbar, subentrò nel 2000 a quest'ultimo dando al torneo la denominazione commerciale Zurich Premiership.
Tra il 2005 e il 2010 il torneo fu altresì noto come Guinness Premiership perché al gruppo svizzero subentrò il birrificio irlandese Guinness (marchio di proprietà della britannica Diageo).
Dal 2010 i diritti di naming furono affidati ad Aviva, che diede al torneo il nome commerciale di Aviva Premiership.
Si tratta, al 2023, della sponsorizzazione più lunga dopo quella decennale di Courage: la compagnia britannica d'assicurazioni, infatti, dopo un triennio, rinnovò il proprio impegno fino al 2017 e, in seguito, per un'ulteriore stagione avendo comunque già comunicato che la propria partnership sarebbe terminata nel 2018.
Da tale data lo sponsor è la compagnia statunitense d'assicurazioni e gestione finanziaria Arthur J. Gallagher, che nel 2021 ha prolungato la propria collaborazione con un accordo poliennale.

## Copertura televisiva
Nel Regno Unito i diritti televisivi principali sono detenuti da BT Sports a seguito di un contratto in vigore dal 2012 e rinnovato nel 2020: fino al 2024 l'emittente trasmette 80 incontri in diretta a stagione incluse le gare di Premiership Rugby Cup e gli highlight con priorità sugli altri canali.
A propria volta BT redistribuisce parte delle sue produzioni a ITV, che trasmette in simulcast 7 incontri in diretta in chiaro inclusa la finale con un differente commento tecnico da quello di BT.